# Viva Bianca
Viva Skubiszewski, más conocida como Viva Bianca, es una actriz australiana, principalmente conocida por interpretar a Ilithyia en la serie Spartacus.

## Biografía
Bianca es hija de Cezary Skubiszewski, un compositor australiano de cine, televisión y orquesta.
Se graduó de la prestigiosa Western Australian Academy of Performing Arts WAAPA donde recibió el premio a la mejor actriz. Bianca ha dicho que los actores australianos Cate Blanchett y Heath Ledger la han influenciado a lo largo de su carrera.
En el 2007 Viva comenzó a salir con el actor Khan Chittenden.

## Carrera
Bianca ha participado en series australianas como Eugénie Sandler P.I., Marshall Law, Blue Heelers, All Saints y The Strip. 
También apareció en varias películas de origen australiano como Accidents Happen donde interpretó a Becky, en Bad Bush donde dio vida a Ophelia y en X donde interpretó a Holly Rowe. 
En el 2010 se unió al elenco de la exitosa serie Spartacus: Blood and Sand donde interpreta a Ilithyia  la esposa de Glaber (Craig Parker) e hija del senador Albinus (Kevin J. Wilson), posteriormente interpretó de nuevo a Ilithyia  en Spartacus: Vengeance

## Filmografía

### Series de Televisión
| Año  | Serie                     | Personaje       | Notas                         |
| ---- | ------------------------- | --------------- | ----------------------------- |
| 2012 | Spartacus: Vengeance      | Ilithyia        | 10 episodios                  |
| 2010 | Spartacus: Blood and Sand | Ilithyia        | 11 episodios                  |
| 2008 | The Strip                 | Serena          | episodio # 1.12               |
| 2006 | All Saints                | Michaeley Kratt | episodio "Breaking Point"     |
| 2003 | Blue Heelers              | Tammy King      | episodio "Too Hard Basket"    |
| 2002 | Marshall Law              | Tiffany         | episodio "The Perfect Sister" |
| 2000 | Eugenie Sandler P.I.      | Adriana         | 2 episodios                   |

### Películas
| Año  | Título                      | Personaje         | Notas |
| ---- | --------------------------- | ----------------- | --- |
| 2014 | The Reckoning               | Det. Jane Lambert | junto a Hanna Mangan-Lawrence, Luke Hemsworth, Jonathan LaPaglia & Alex Williams                           |
| 2014 | Scorned                     | Jennifer          | junto a Billy Zane, AnnaLynne McCord, Sadie Katz & Juan-Pablo Veza                                         |
| 2012 | Love at the Christmas Table | Rebekah           | junto a Danica McKellar, Dustin Milligan, Scott Patterson, Brian Huskey, Alexandra Paul & Lea Thompson     |
| 2011 | X: Night of Vengeance       | Holly Rowe        | junto a Stephen Phillips, Belinda McClory, Hanna Mangan Lawrence & Hazem Shammas                           |
| 2011 | Panic at Rock Island        | Paige             | junto a Grant Bowler, Zoe Cramond, Vince Colosimo, Damian Walshe-Howling, Marshall Napier & Anna Hutchison |
| 2009 | Bad Bush                    | Ophelia           | junto a Chris Sadrinna, Jeremy Lindsay Taylor & Malcolm Kennard                                            |
| 2009 | Accidents Happen            | Becky             | junto a Geena Davis, Joel Tobeck, Sebastian Gregory, Erik Thomson, Damien Garvey & Nathan Page             |